# Notre-Dame-de-Champs
Pour les articles homonymes, voir Notre-Dame-des-Champs.
Notre-Dame-de-Champs, ou Notre-Dame-des-Champs, est une ancienne commune française du département de la Sarthe et la région Pays de la Loire, intégrée à la commune de Saint-Jean-d'Assé en 1809.

## Histoire
En 1809, Saint-Jean-d'Assé (1 353 habitants en 1806) absorbe Notre-Dame-de-Champs (357 habitants).

## Démographie
| 1793 | 1800 | 1806 |
| ---- | ---- | ---- |
| 280  | 322  | 357  |

## Lieux et monuments
- Ancienne église paroissiale Notre-Dame.